# Luzino (gemeente)
De gemeente Luzino is een landgemeente in het Poolse woiwodschap Pommeren, in powiat Wejherowski.
De gemeente bestaat uit 12 administratieve plaatsen solectwo: Barłomino, Dąbrówka, Kębłowo, Kochanowo, Luzino, Milwino, Robakowo, Sychowo, Tępcz, Wyszecino, Zelewo, Zielnowo
De zetel van de gemeente is in Luzino.
Op 30 juni 2004 telde de gemeente 12 469 inwoners.

## Oppervlakte gegevens
In 2002 bedroeg de totale oppervlakte van gemeente Luzino 111,94 km², waarvan:
- agrarisch gebied: 50%
- bossen: 42%

De gemeente beslaat 8,73% van de totale oppervlakte van de powiat.

## Demografie
Stand op 30 juni 2004:
| Omschrijving                   | Totaal | Totaal | Vrouwen | Vrouwen | Mannen | Mannen |
| ------------------------------ | ------ | ------ | ------- | ------- | ------ | ------ |
| eenheid                        | aantal | %      | aantal  | %       | aantal | %      |
| inwoners                       | 12 469 | 100    | 6154    | 49,4    | 6315   | 50,6   |
| bevolkingsdichtheid (inw./km²) | 111,4  | 111,4  | 55      | 55      | 56,4   | 56,4   |

In 2002 bedroeg het gemiddelde inkomen per inwoner 1482,92 zł.

## Aangrenzende gemeenten
Gniewino, Linia, Łęczyce, Szemud, Wejherowo